# Ciclo de Gestão Federal
As carreiras do Ciclo de Gestão do Poder Executivo Federal são aquelas responsáveis por atividades necessárias à gestão e avaliação de políticas públicas direcionadas à promoção do desenvolvimento nacional e à melhora do acesso a serviços públicos. Esse ciclo é composto por etapas sendo que cada uma possui uma carreira com qualificação específica para realizar as atividades pertinentes.
Juntas, as carreiras do Ciclo de Gestão somam um quantitativo de aproximadamente 5.830 servidores, sendo 4.905 de nível superior.

## Carreiras que compõem o Ciclo de Gestão
Analista de Comércio Exterior (ACE)
Responsável por atividades de gestão do comércio internacional, entre elas a elaboração de políticas públicas de comércio exterior, promoção comercial de produtos nacionais, análise da balança comercial e assessoramento ao alto escalão da administração pública federal.
Representada pela Associação dos Analistas de Comércio Exterior (AACE).
Carreiras de Planejamento e Orçamento (APO e TPO)
Responsável pelo planejamento de gastos e pela gestão orçamentária do governo federal, é constituída pelos cargos de Analista de Planejamento e Orçamento (APO) e Técnico de Planejamento e Orçamento (TPO). Têm atuação fundamental na coordenação de processos relacionados a essas atividades e na elaboração, acompanhamento e execução do orçamento federal.
Representada pela Associação Nacional dos Servidores da Carreira de Planejamento e Orçamento (Assecor).
Especialista em Políticas Públicas e Gestão Governamental (EPPGG)
Responsável por atividades de gestão governamental, especialmente as que envolvem elaboração, implementação e avaliação de políticas públicas e o assessoramento de dirigentes do alto escalão da administração pública federal.
Representada pela Associação Nacional dos Especialistas em Políticas Públicas e Gestão Governamental (ANESP).
Carreiras do IPEA (TPP e TD)
Responsáveis por pesquisas que fornecem suporte técnico e institucional às ações governamentais para a formulação e reformulação de políticas públicas e programas de desenvolvimento brasileiros. São elas as de Técnico em Planejamento e Pesquisas e de Técnico em Desenvolvimento.
Representada pela Associação dos Funcionários do IPEA (AFIPEA).
Carreiras de Finanças e Controle (AFC e TFC)
Responsáveis pelo acompanhamento e fiscalização da aplicação dos recursos orçamentários, exerce papel importante na defesa da lisura de todo o processo.
Representadas pelo Sindicato Nacional dos Analistas e Técnicos de Finanças e Controle (UNACON Sindical).
Carreira de Analista de Infraestrutura (AIE)
Responsáveis pelas atividades especializadas de subsídio à formulação de políticas públicas, planejamento, coordenação, fiscalização, assistência técnica e execução de projetos e obras de infraestrutura de grande porte. A carreira de Analista de Infraestrutura foi inserida no Ciclo de Gestão Federal pela Lei n.º 13.464/2017, que altera a Lei n.º 11.539/2007, estabelecendo que a carreira de AIE passasse a integrar as carreiras de Gestão Governamental, mantidas a estrutura e a composição remuneratória do cargo.

### Por que as carreiras se uniram?
Há anos as carreiras que compõem o Ciclo de Gestão articulam em conjunto debates sobre temas que visam a garantia de boas condições de trabalho dos servidores. Mais recentemente, houve fortalecimento dessa união, puxada pelos ACEs, APOs, EPPGGs e TPPs, com o intuito de incentivar debates internos e externos, focados na população.
Também acredita-se que a parceria gerará maior integração entre as carreiras, o que permitirá que as etapas do ciclo de gestão de Políticas Públicas corra de forma mais fluida. Consequentemente, melhores resultados serão gerados para o país.
1. ↑  [www.ciclodegestao.org.br «Ciclo de Gestão»] Verifique valor |URL= (ajuda)
2. ↑  <<Lei nº 13.464/2017>>, 10 de julho de 2017, consultada em 29 de setembro de 2021.